# Albërie Hadërgjonaj
Albërie Hadërgjonaj (Dečani, 15 settembre 1974) è una cantante kosovara.
Nel 1998 è stata la prima cantante kosovara ad aver vinto il Festivali i Këngës con il brano Mirësia dhe e vërteta partecipando anche alle edizioni del 1995, 1997, 2005, 2006 e 2019.

## Biografia
Nata a Dečani, ha vinto all'età di 12 anni un festival musicale a Zagabria, nella Repubblica Socialista di Croazia, per poi trasferirsi negli Stati Uniti d'America.
Nel 1995 incide il suo singolo di debutto, Pse vonon dashuri, con cui prese parte al Festivali i Këngës 1995, non raggiungendo tuttavia la top 3 dell'evento. Prese parte all'evento nuovamente nel 1997, con Lozonjare, e nel 1998 con Mirësia dhe e vërteta, vincendo la manifestazione. Nel 1998 si trasferisce in Albania e l'anno successivo pubblica il suo primo album, Lozonjare.

## Discografia

### Album
- 1999 - Lozonjare
- 2006 - Loçka jeme
- 2011 - Kur nuk shkon, nuk shkon

### Singoli
- 1995 - Pse vonon dashuri
- 1997 - Lozonjare
- 1998 - Mirësia dhe e vërteta
- 2005 - Ah sikur kjo jetë
- 2006 - Të dua zemër ty të dua
- 2013 - Asnjëherë
- 2015 - Më dorën shtrirë
- 2019 - Ku ta gjej dikë ta dua